# سبايدرمان: مايلز موراليس
مارفل سبايدرمان: مايلز موراليس (بالإنجليزية: Marvel's Spider-Man: Miles Morales)‏ هي لعبة أكشن-مغامرات من تطوير شركة إنسومنياك غيمز ونشر سوني إنتراكتيف إنترتينمنت، أصدرت في نوفمبر 2020 على منصتي بلاي ستيشن 4 وبلاي ستيشن 5. وهي تابعة لعبة مارفل سبايدرمان التي أصدرت في 2018. واللعبة تدعم الدبلجة المصرية.

## القصة
يستمر السرد من حيث توقفت مع لعبة Marvel's Spider-Man ومحتواها القابل للتنزيل The City That Never Sleeps ، حيث تعرض مايلز موراليس للعض من قبل عنكبوت مُحسَّن وراثيًا واكتسب قوى مشابهة لبيتر باركر. بعد عام من انتهاء اللعبة الأولى، تدرب موراليس تحت قيادة باركر ودمج نفسه بالكامل في دور الرجل العنكبوت، على الرغم من أنه لم يكتسب الخبرة بعد. يجب أن يوازن بين دعم حملة والدته في مجلس المدينة والدفاع عن منزله الجديد في هارلم وبقية مدينة نيويورك من حرب العصابات بين شركة Roxxon Energy وجيش إجرامي عالي التقنية يسمى Underground ، بقيادة Tinkerer. باركر يخبر موراليس أنه يجب أن يكون مثل والده الراحل وأن يسير في طريقه ليصبح بطلاً لمدينة نيويورك .

## تطوير
طورت لعبة «مارفل سبايدر مان: مايلز موراليس» بواسطة إنسومنياك غيمز ونشرتها سوني إنتراكتيف إنترتينمنت للبلاي ستيشن 4 و 5 ، صرح نائب رئيس شركة سوني ، سيمون روتر، لصحيفة The Telegraph أن اللعبة «تعد بمثابة توسعة وتعزيز للعبة السابقة». وصف انسومنياك المشروع فيما بعد بأنه لعبة قائمة بذاتها ولن تصدر كا طور اضافي، مشيرًا إلى أنها «المغامرة التالية في عالم مارفل سبايدر مان». إنها أصغر حجمًا من سبايدر مان 2018، وقد تمت مقارنتها بلعبة أنتشارتيد: ذا لوست ليغاسي ، وهي لعبة كانت بمثابة توسعة مستقلة أصغر من عناوين انشارتد الرئيسي.
تتميز اللعبة بـ «قصة جديدة، مع مجموعات جديدة وأشرار جدد ومهام فريدة». بالنسبة لإصدار بلايستيشن ٥، ستستفيد اللعبة من قوة المعالجة المتزايدة لوحدة التحكم، وتقنية تتبع الأشعة المخصصة، وقوة ذاكرة ل SSD ، ومحرك Tempest، ووحدة التحكم DualSense لدعم ميزات مثل ردود الفعل اللمسية المتقدمة، وتقليل أوقات التحميل. ستدعم نسخة بلاي ستيشن ٥ من اللعبة أيضًا النطاق الديناميكي العالي و «وضع الأداء» الاختياري الذي سيسمح بتشغيل اللعبة بدقة 4K و 60 إطارًا في الثانية.
في 9 أكتوبر 2020 ، أعلنت شركة إنسومنياك غيمز عبر تويتر أن اللعبة «أصبحت ذهبيه» ، مما يعني أن النسخ المادية للعبة كانت جاهزة للإنتاج، وهذا يعني ان أي تطوير إضافي يتم إدخاله في اللعبة من خلال تحديثات اللعبة فقط.

## الاستقبال
تلقت لعبة سبايدرمان مايلز موراليس «تقييمات ممتازة بشكل عام» وفقًا لموقع ميتاكريتيك، حيث حصلت على 85 بناءً على 56 مراجعة نقدية.
| استقبال |                                    |
| --- | ---------------------------------- |
| مجموع النقاط المجموع نقاط ميتاكريتيك PS4: 84/100 [ 21 ] PS5: 85/100 [ 22 ] PC: 88/100 [ 23 ] نتائج المراجعة نشرة نقاط دستركتويد 9/10 [ 24 ] إدج 7/10 [ 22 ] إلكترونك غيمينغ مونثلي [ 25 ] غيم إنفورمر 9/10 [ 26 ] غيم سبوت 7/10 [ 27 ] غيمز رادار [ 28 ] آي جي إن 9/10 [ 29 ] جو فيديو 16/20 [ 30 ] مجلة بلاي ستيشن الرسمية (المملكة المتحدة) 9/10 [ 22 ] بي سي غيمر (الولايات المتحدة) 84/100 [ 31 ] يو إس غيمر [ 32 ] |                                    |
| مجموع النقاط |                                    |
| المجموع | نقاط                               |
| ميتاكريتيك | PS4: 84/100 PS5: 85/100 PC: 88/100 |
| نتائج المراجعة |                                    |
| نشرة | نقاط                               |
| دستركتويد | 9/10                               |
| إدج | 7/10                               |
| إلكترونك غيمينغ مونثلي | [ 25 ]                             |
| غيم إنفورمر | 9/10                               |
| غيم سبوت | 7/10                               |
| غيمز رادار | [ 28 ]                             |
| آي جي إن | 9/10                               |
| جو فيديو | 16/20                              |
| مجلة بلاي ستيشن الرسمية (المملكة المتحدة) | 9/10                               |
| بي سي غيمر (الولايات المتحدة) | 84/100                             |
| يو إس غيمر | [ 32 ]                             |

## المبيعات
باع إصدار بلاي ستيشن 4 من سبايدر مان: مايلز مورالس 22882 نسخة مادية خلال الأسبوع الأول من اصدارها في اليابان، مما يجعلها ثامن أفضل لعبة مبيعا بالتجزئة تم بيعها في هذ الاسبوع، في نفس الأسبوع كان إصدار بلاي ستيشن 5 هو العاشر من بين أفضل ألعاب (البيع بالتجزئة) تم بيعها في اليابان، حيث بيع منها 18,640 نسخة مادية.
كانت لعبة سبايدر مان: مايلز مورالس أيضًا أكثر ألعاب الإطلاق المادية مبيعًا على بلاي ستيشن 5 في المملكة المتحدة. في ألمانيا ، باعت اللعبة أكثر من 100000 نسخة في شهر إطلاقها.و 200000 نسخة بنهاية ديسمبر 2020.
اعتبارًا من 18 ديسمبر 2020 باعت اللعبة إجمالي 663000 نسخة رقمية مجموع النسختين بلاي ستيشن 4 وبلاي ستيشن 5.
اعتبارًا من 31 ديسمبر 2020 باعت اللعبة 4.1 مليون نسخة.
اعتبارًا من يوليو 2021 ، باعت اللعبة أكثر من 6.5 مليون نسخة.

## روابط خارجية
سبايدرمان: مايلز موراليس على موقع IMDb (الإنجليزية)